# Tôn Nữ
Tôn Nữ (chữ Hán: 尊女) là một danh hiệu dành cho nữ giới trong dòng tộc Nguyễn Phúc, có liên quan đến các vị Hoàng đế nhà Nguyễn, về sau được coi là một họ người Việt Nam.

## Khái quát
Việc gọi danh vị của thành viên Hoàng tộc nhà Nguyễn được quy định rất gắt gao vì đây là vấn đề địa vị. Năm Minh Mạng thứ 10 (1829), Vua Minh Mạng đã quy định cách gọi con cháu của Hoàng tử, tức các người cháu trực hệ của ông như sau:
| “                                                         | Từ trước đến nay, con các Hoàng tử cũng gọi là Công tử, theo lẽ chưa hợp. Cho tự nay về sau phàm con Hoàng tử gọi là Hoàng tôn, cháu Hoàng tử gọi là Hoàng tằng tôn, con của Tằng tôn gọi là Hoàng huyền tôn, con gái cũng theo lệ ấy. Không phải các hàng ấy thì không được lạm xưng. Làm trái thì trị tội theo luật. | ” |
| — Đại Nam thực lục - tập 2, Thánh Tổ Nhân Hoàng đế bản kỷ | |   |

Như vậy, dựa theo quy định này, vấn đề về xưng hô trong hoàng thất như sau:
- Hoàng tử là con trai của Hoàng đế: lúc này thì các Hoàng tử, dù phong tước Công hay chưa, đều có thân phận là "Con trai của Hoàng đế", do đó các con trai và con gái đều là "Cháu trai (gái) của Hoàng đế", được gọi là Hoàng tôn (皇孫) dành cho trai, và Hoàng tôn nữ (皇孫女) dành cho gái. Càng về sau, càng sẽ thêm thành tố ["Tằng tôn"; 曾孫] và ["Huyền tôn"; 玄孫].
- Hoàng tử là anh em chú bác của Hoàng đế: lúc này thì các Hoàng tử, đa phần đã là được phong tước Công, đều có quan hệ xa với Hoàng đế, không còn trên danh nghĩa hậu duệ nữa. Do vậy, cách gọi con trai và con gái của họ đều giống như cách gọi các Hoàng thân thế hệ xa có tước Công, tức Công tử (公子) dành cho con trai và Công nữ (公女) dành cho con gái. Dưới nữa, cũng theo như trên, là Công tôn nữ (公孫女), tức cháu nội gái của tước Công, rồi Công tằng tôn nữ (公曾孫女) nếu là cháu cố gái của tước Công, và Công huyền tôn nữ (公玄孫女) khi là cháu chắt gái của tước Công.

Và để đơn giản các đời kế tiếp chỉ gọi là Tôn Nữ, với ý nghĩa là cháu gái.

## Một số người nổi tiếng
- Giai Triệu, thứ phi của vua Thành Thái, húy là Công tằng tôn nữ Thị Nhàn
- Chí Lạc, thứ phi của vua Thành Thái, húy là Công tằng tôn nữ Thị Mừng
- Tôn Nữ Thị Ninh
- Tôn Nữ Thu Hồng
- Tôn Nữ Thị Hà, nghệ nhân ẩm thực xứ Huế, mẹ của chuyên gia ẩm thực Phan Tôn Tịnh Hải